# Solanum rixosum
Solanum rixosum är en potatisväxtart som beskrevs av Anthony R. Bean. Solanum rixosum ingår i släktet skattor som ingår i familjen potatisväxter. Inga underarter finns listade i Catalogue of Life.